# Carlamaria Heim

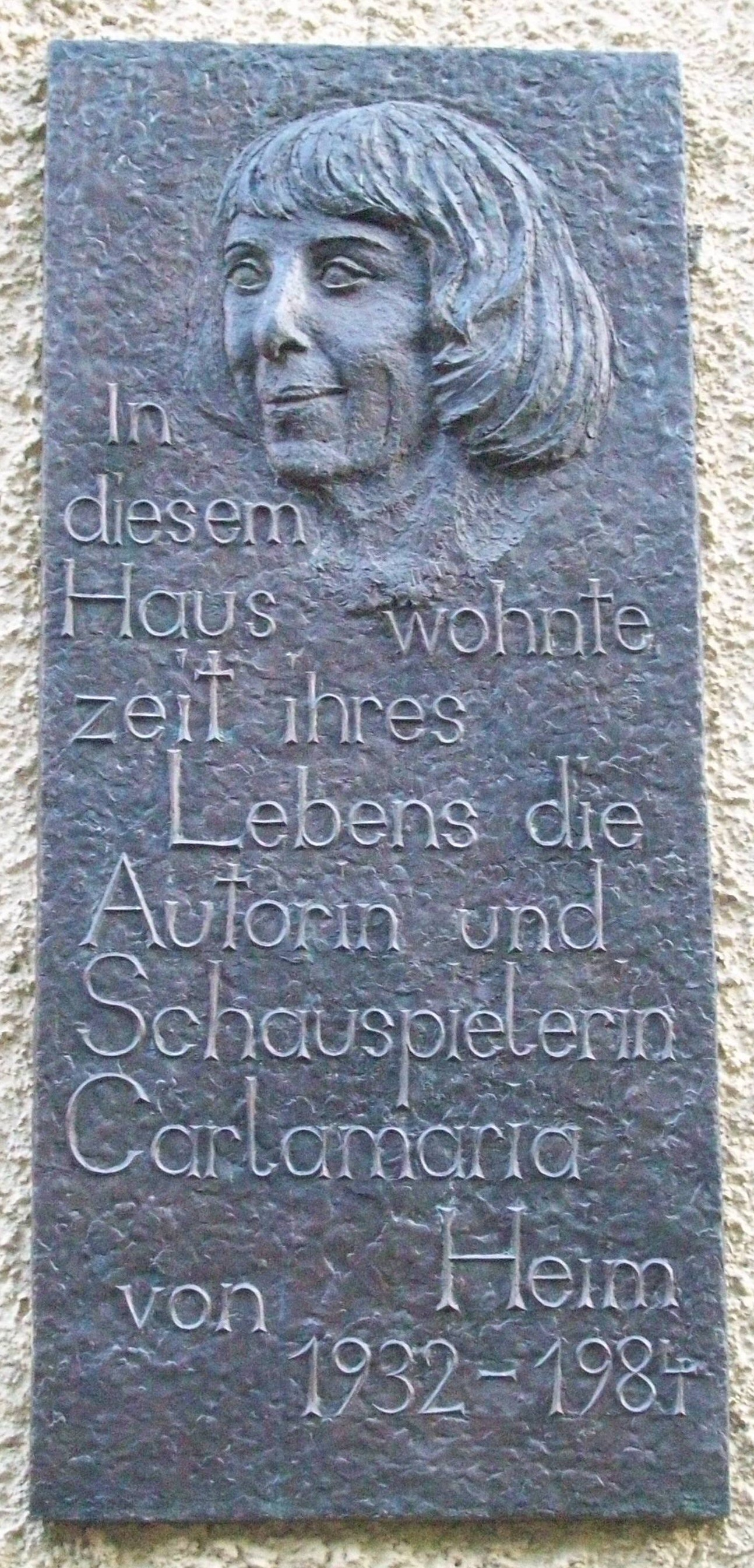
München, Johannisplatz 10: Gedenktafel für Carlamaria Heim

Carlamaria Heim (* 2. März 1932 in München; † 9. April 1984 ebenda) war eine deutsche Schauspielerin und Schriftstellerin.

## Leben

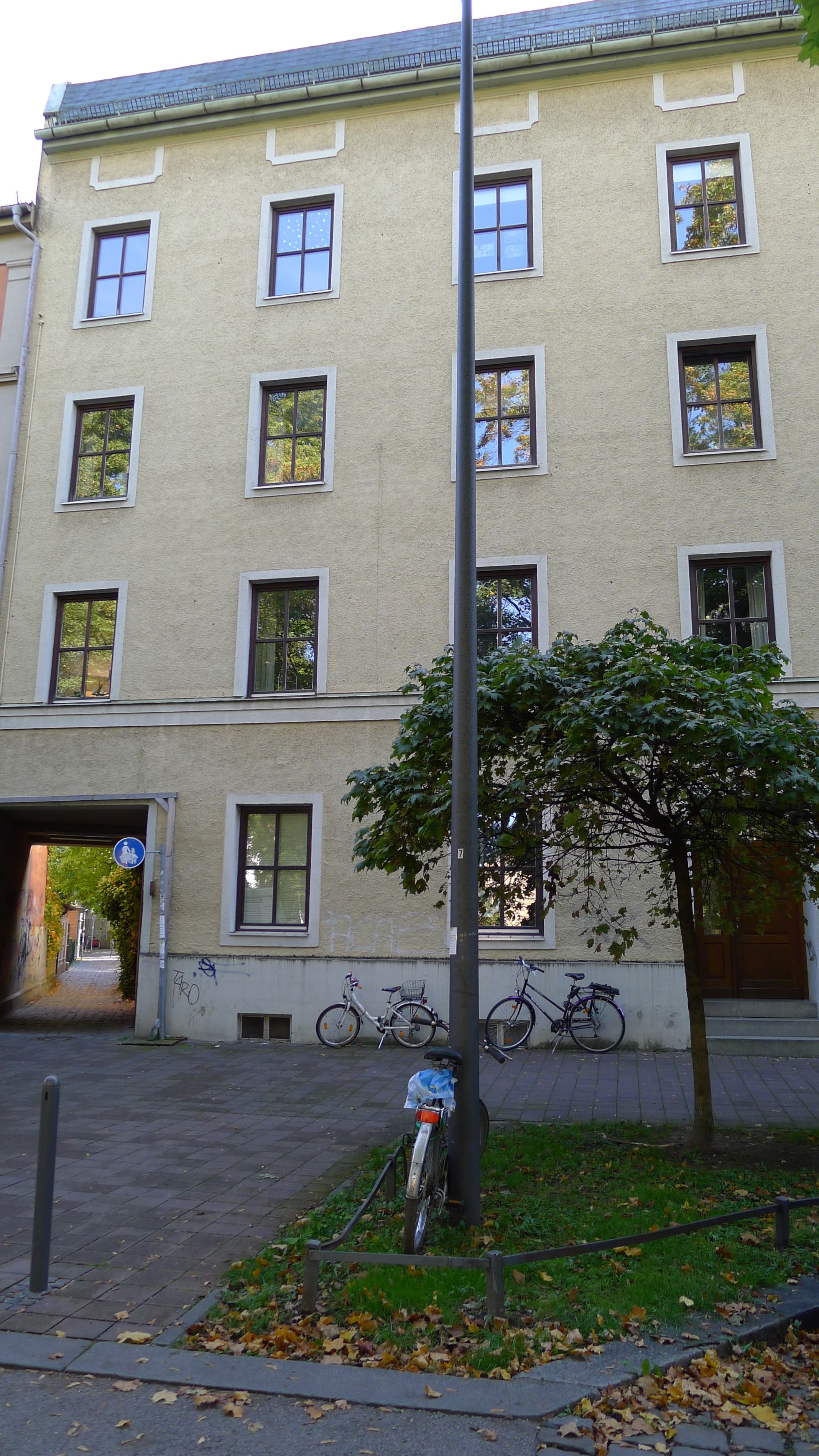
Hier lebte Carlamaria Heim über 50 Jahre lang: Johannisplatz 10

Carlamaria Heim war vor allem in Produktionen des Bayerischen Rundfunks zu sehen.
Einige Auftritte hatte sie als schrullige Ehefrau des Bernbacher-„Schorsch“ in der ersten Staffel von Meister Eder und sein Pumuckl Anfang der 1980er Jahre. In Die Wiesingers spielte sie die Köchin Babett. In Helmut Dietls Münchner Geschichten wirkte sie ebenso mit wie in Monaco Franze – Der ewige Stenz. 1973 stand sie  für die Folge Ein Funken in der Kälte der Krimiserie Der Kommissar vor der Kamera. 1972 sah man sie mit u. a. Lore Lorentz und Heinz von Cleve in einer Fernsehaufzeichnung des Bühnenstücks Dracula aus dem Düsseldorfer Kom(m)ödchen.
Für die Lebenserinnerungen ihrer Mutter Josefa Halbinger, die Heim nach Tonbandprotokollen herausgegebenen hatte, wurde sie 1983 mit dem Tukan-Preis ausgezeichnet. Sie geben einen lebendigen Einblick in das Leben Münchner Arbeiterfamilien vom Beginn des 20. Jahrhunderts bis etwa zu den 1960er Jahren. Kindheiten, u. a. von Prinzessin Pilar von Bayern, einer Sintifrau und einer jungen Arbeitslosen, beschrieb Carlamaria Heim in Aus der Jugendzeit, das 1984 postum erschien.
Carlamaria Heim war mit dem Schauspieler und Kabarettisten Joachim Hackethal verheiratet. Sie starb am 9. April 1984 im Alter von 52 Jahren durch Suizid.

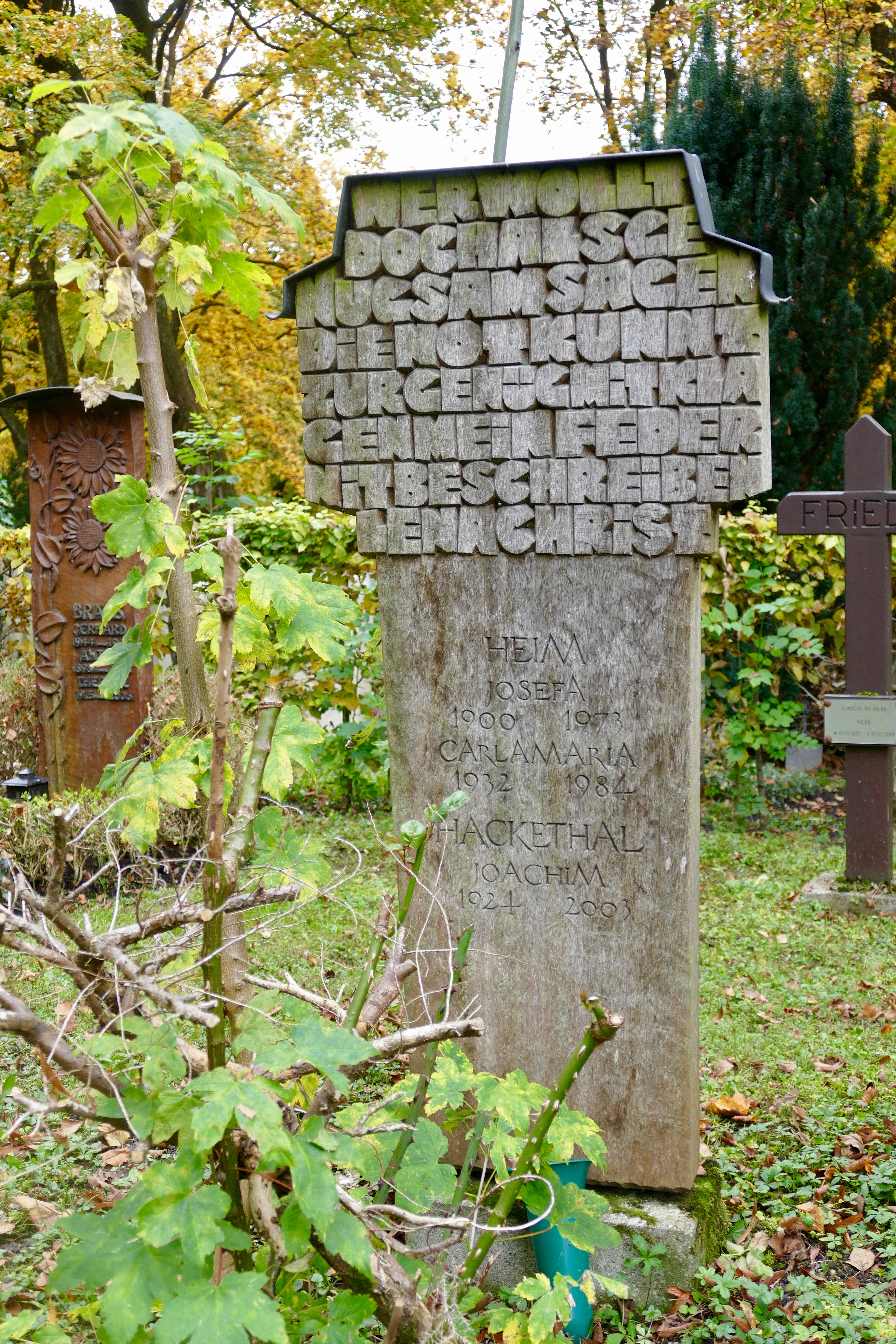
Grab von Carlamaria Heim

Am 26. April 2001 wurde im Münchner Stadtteil Haidhausen am Haus Johannisplatz 10 eine Gedenktafel für Carlamaria Heim enthüllt. Nach ihr ist auch eine Straße in München benannt. Die Carlamaria-Heim-Straße befindet sich in der Nähe der Theresienwiese.

## Filmografie (Auswahl)
- 1968: Meinungsverschiedenheiten
- 1973: Der Kommissar – Ein Funken in der Kälte
- 1974: Schulmädchen-Report. 8. Teil: Was Eltern nie erfahren dürfen
- 1974: Alpenglüh’n im Dirndlrock
- 1974: Der Herr Kottnik (Fernsehserie, 2 Folgen)
- 1975: Münchner Geschichten
- 1976: Das Brot des Bäckers
- 1980–1985: Polizeiinspektion 1 (4 Folgen)
- 1978: Tatort: Schwarze Einser
- 1982–1983: Meister Eder und sein Pumuckl (1.01,1.13,1.17,1.19,1.23,1.26. 6 Folgen)
- 1983: Monaco Franze (1 Folge)
- 1984: Die Wiesingers (Fernsehserie)
- 1985: Die Unbekannten im eigenen Haus